# Hapton (Norfolk)
Hapton – wieś w Anglii, w hrabstwie Norfolk, w dystrykcie South Norfolk. Leży 14 km na południowy zachód od Norwich i 146 km na północny wschód od Londynu.
W 1931 roku civil parish liczyła 159 mieszkańców. Hapton jest wspomniana w Domesday Book (1086) jako Apetuna/Habetuna/Habituna.